# Broomer’s Corner
Broomer’s Corner – wieś w Anglii, w hrabstwie West Sussex. Leży 31 km na północny wschód od miasta Chichester i 63 km na południe od Londynu.